# Кудукагаш
Кудукагаш (каз. Құдықағаш) — село в Енбекшильдерском районе Акмолинской области Казахстана. Входит в состав Заураловского сельского округа. Код КАТО — 114539400.

## География
Село расположено в западной части района, на расстоянии примерно 18 километров (по прямой) к югу от административного центра района — города Степняк, в 15 километрах к северу от административного центра сельского округа — села Заураловка.
Абсолютная высота — 384 метров над уровнем моря.
Ближайшие населённые пункты: село Сауле — на севере, село Макпал — на юге.
Севернее села проходит автодорога республиканского значения — Р-6 «Макинск — Аксу — Торгай».

## Население
В 1989 году население села составляло 512 человека (из них казахи — 100 %).
В 1999 году население села составляло 482 человека (230 мужчин и 252 женщины). По данным переписи 2009 года в селе проживало 378 человек (185 мужчин и 193 женщины).
| Численность населения | Численность населения | Численность населения |
| 1989                  | 1999                  | 2009                  |
| --------------------- | --------------------- | --------------------- |
| 512                   | ↘482                  | ↘378                  |

## Известные жители и уроженцы
В селе Кудукагаш родился советский казахский композитор Рамазан Елебаев (1910—1943). В 2010 году его именем была названа сельская школа. Тогда же в школе был открыт музей Рамазана Елебаева.

## Улицы[7]
- ул. Алга
- ул. Болашак
- ул. Досанова
- ул. Шарипова